# تي جاي وارد
تي جاي وارد (بالإنجليزية: T. J. Ward)‏ هو لاعب كرة قدم أمريكية أمريكي، ولد في 12 ديسمبر 1986 في سان فرانسيسكو في الولايات المتحدة.

## وصلات خارجية
- تي جاي وارد على موقع مرجع كرة القدم المحترفة.كوم (الإنجليزية)